# شلاپانوو
شلاپانوو (به لاتین: Šlapanov) یک منطقهٔ مسکونی در جمهوری چک است که در ناحیه هاولیتشکوف برود واقع شده‌است. شلاپانوو ۱۵٫۹۷ کیلومتر مربع مساحت و ۸۰۰ نفر جمعیت دارد و ۴۵۷ متر بالاتر از سطح دریا واقع شده‌است.